# سعودا
سعودا (به لاتین: Sauda) یک شهرداری در نروژ است که در روگالاند واقع شده‌است. سعودا ۵۴۶٫۵۶ کیلومتر مربع مساحت و ۴٬۵۹۵ نفر جمعیت دارد.

## خواهرخوانده
شهر San Juan del Sur خواهرخواندهٔ سعودا هست.